# Машини за земни работи
Работните производствени земни процеси се изпълняват от определен вид строителни машини.

## Класификация
В зависимост от извършваната работа строителните машини се подразделят по процеси. Към машините за подготвителни работи спадат машините за изкореняване на дървета и пънове, разораване, за отвеждане на водите при дъжд и подпочвени води. Също така има и земекопни машини (багери и др.), транспортни машини (самосвали и др.), машини за изкуствено уплътнение на земните маси (валяци).
Строителните машини също така се делят и според типа на хода – верижни и колесни.

### Скрепери
Скреперите са земекопно-транспортни машини с кошов работен орган. Кошовете са снабдени с ножове за рязане на почвата.
Кошът е снабден с механизъм за повдигане и сваляне на ножовете. С това се регулира дебелината на отрязания почвен слой, както и затварянето на работния кош отдолу за транспорт. Изсипването на пръстта се осъществява с повдигане (хидравлично) на целия кош и отваряне на дъното. Според начина на придвижване и транспортиране на земната маса, скреперите могат да бъдат прикачни и самоходни. Самоходните скрепери представляват машина агрегат, при която двигателят на работната машина е на обща конструкция.
Главното предназначение на грейдерите е изравняване и планиране на откъсите при пътното платно.
Скреперите и грейдерите се прилагат главно при работа върху леглото на пътя.

### Багери
Основно предназначение на багерите е изкопната дейност при изкопаване на основния изкоп на строителния обект. В зависимост от работните органи багерите се делят на багери с права лопата и багери с обратна лопата (лопатите технически се наричат кошове) В зависимост от хода на движение има верижни и колесни багери.

### Валяци
Машините за уплътняване се наричат още валяци. В зависимост от тежината си те се делят на 2 основни групи: леките са с гумени, а тежките – с метални работни органи.

## Критерии за избор
Вертикалната планировка на площадката може да се извърши с багер с права лопата в комплект със самосвали – за изкоп h>2/3hH, където hH е нормалната височина на забоя.
Друга машина, с която може да се извърши вертикалната планировка, е скреперът. Ако той е самоходен, то сам транспортира земните маси до депото и разстила.
Желателно е земните работи около нулевата линия да се извършват с булдозер.
При ползването им при почви от II и III клас е желателно почвата да бъде предварително разорана с разкъртвачи. Те подпомагат работите на скрепера и му осигуряват необходимата площ на работа в течение на цялата работна смяна.
Продължителността z на работната смяна е 8 часа, като целта е машините да бъдат максимално натоварени. Строителните ями се изкопават с багер с обратна лопата.
Земните работи за направа на изкопа (насипа) на площадката се извършват с булдозер или скрепер. Уплътняването на насипа се извършва с валяци. Изкопаните земни маси от строителната яма се изсипват на вал около ямата. След това се разриват с булдозер за направа на изкопа (насипа).